# Архиповка (Черниговская область)
Архи́повка (укр. Архипівка) — село в Семёновском районе Черниговской области Украины. Население 288 человек. Занимает площадь 1,02 км².
Код КОАТУУ: 7424781001. Почтовый индекс: 15440. Телефонный код: +380 4659.

## Власть
Орган местного самоуправления — Архиповский сельский совет. Почтовый адрес: 15440, Черниговская обл., Семёновский р-н, с. Архиповка, ул. Первомайская, 92.

## История
В ХІХ столетии село Архиповка было в составе Костобобровской волости Новгород-Северского уезда Черниговской губернии. В селе была Рождество-Богородицккая церковь. Священнослужители Рождество-Богородицкой церкви:
- 1747 - священник Иван Прохорович Брезинский